# Bộ Nông nghiệp (Indonesia)
Bộ Nông nghiệp (tiếng Indonesia: Kementerian Pertanian) là một cơ quan chính phủ giám sát sự phát triển nông nghiệp ở Indonesia. Đứng đầu là Bộ trưởng Bộ Nông nghiệp, chịu trách nhiệm trực tiếp trước Tổng thống.